# Новоселівка (Красноградська міська громада)
Новосе́лівка —  село в Україні, у Берестинському районі Харківської області. Населення становить 21 осіб. 

## Географія
Село Новоселівка знаходиться на лівому березі річки Ланна, біля її витоків. Поруч проходять автомобільні дороги М18 і Р51.
Село розташоване на межі Харківської та Полтавської областей. Відстань до райцентру становить близько 10 км і проходить автошляхом E105, із яким збігається М18.

## Історія
- 1800 - дата заснування.

Колишній орган місцевого самоврядування — Піщанська сільська рада.

## Населення
Згідно з переписом УРСР 1989 року чисельність наявного населення села становила 27 осіб, з яких 11 чоловіків та 16 жінок.
За переписом населення України 2001 року в селі мешкала 21 особа.

### Мова
Розподіл населення за рідною мовою за даними перепису 2001 року:
| Мова       | Відсоток |
| ---------- | -------- |
| українська | 76,19 %  |
| російська  | 23,81 %  |